# アウディ・RS Q e-tron
アウディ・RS Q e-tronは、ドイツの自動車ブランドであるアウディがラリーレイド用に製造したシリーズ式ハイブリッドのレーシングバギー。

## 概要
2020年限りでDTM（ドイツツーリングカー選手権）、2021年限りでフォーミュラEからの撤退を発表済みだったアウディは、2020年11月30日にダカール・ラリーに初めてワークス体制で、電動車両を用いて参戦することを発表。2022年から投入する予定の、試作車のティザー写真を公開した。
2021年5月31日にドライバー体制が発表され、同年7月26日に実車が公開された。
チーム運営は三菱・パジェロ軍団や、X-raidのBMW/MINI軍団を率いてダカールを幾度も制したスヴェン・クワントとその息子たちがラリーレイドで持続可能性を探るべく設立した、「Qモータースポーツ」が担う。
ラリーレイドに参戦する量産車メーカーのワークスチームのマシンで、デザインのベースとなる市販公道車両が無い純粋なプロトタイプ車両は極めて珍しく、独立系コンストラクターながら公道車としてもマシンを発売した、ライバルのプロドライブ・ハンターとは対照的である。
アウディはイタリアのオフロードバイク・電動自転車メーカーであるファンティック社との共同開発により、RS Q e-tron E2 にインスパイアされた電動のマウンテンバイクの「アウディ・エレクトリック・マウンテンバイク」を発売している。アウディが四輪車以外の車両を手がけるのはこれが初となる。価格は8,900ユーロ（約140万円）で、日本国内へは未導入となる。
アウディの四輪駆動スポーツ車両であるが、駆動は純粋にモーターで行われるため「クワトロ」の名は使われていない。

## 技術

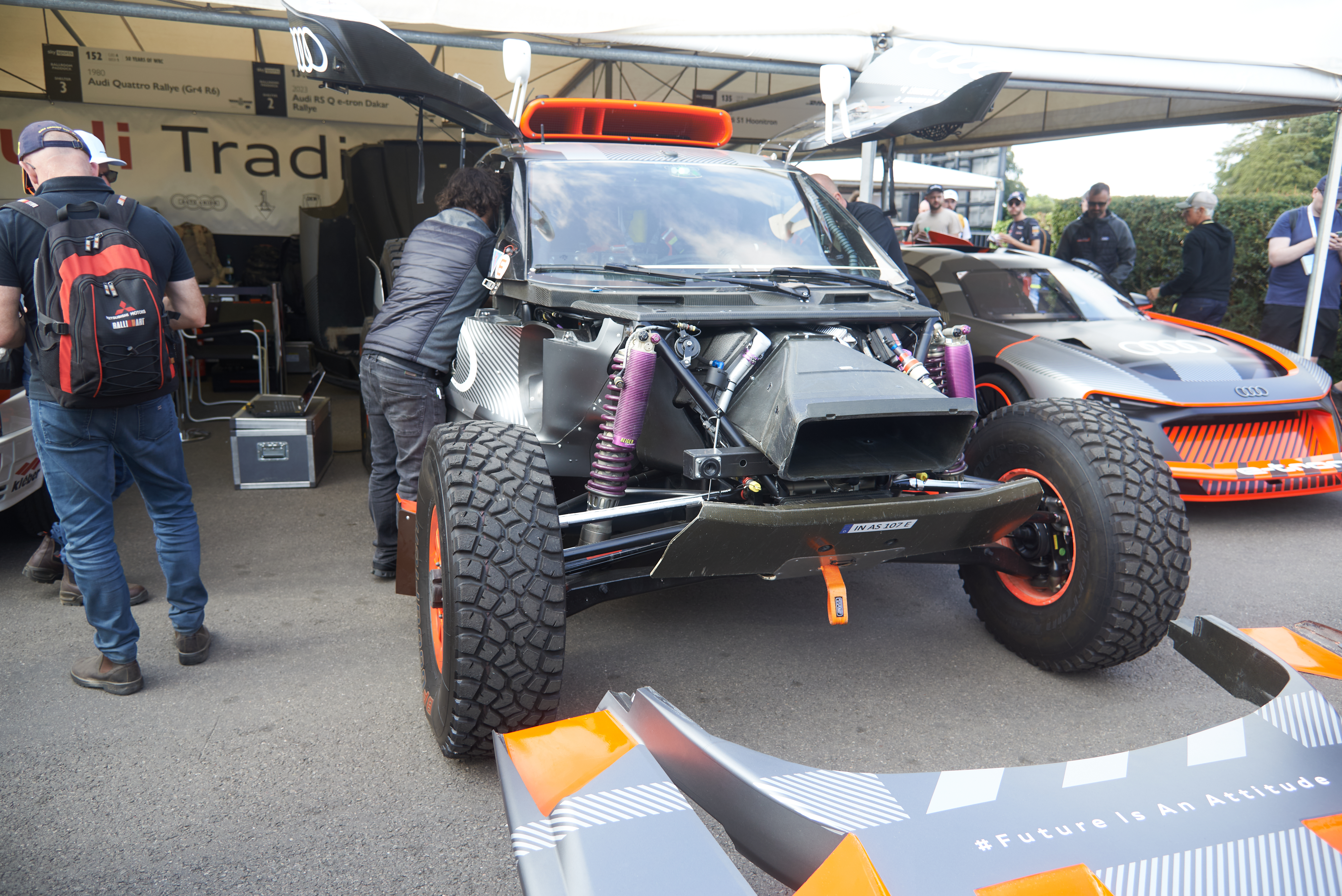
フロントカウルを外した状態（2023年グッドウッド・フェスティバル・オブ・スピード）

従来「グループT1.E」と呼ばれており、2022年に「グループT1.U（アルティメット）」として改められた電動車両用規定の下に初めて、かつ唯一開発された車両である。
他のグループT1車両同様、鋼鉄製パイプフレームにカーボンコンポジット製ボディシェルを被せている。
DTMで1年のみ使用したガソリンターボエンジンを発電用としてミッドシップにマウントし、フォーミュラEのアウディ・e-tron FE07に搭載していた駆動用MGU（モーター）を前後に2基、エネルギーコンバーターの一部としての充電用のMGU1基を備えた、現代のアウディスポーツの技術の集大成とも言えるシリーズ式ハイブリッド四輪駆動車両である。
駆動は電気のみで行うため、前後車軸は機械的には接続されておらず、ソフトウェア制御によるバーチャルセンターデフ（デファレンシャルギア）によって前後トルク配分が変化する。これによりプロペラシャフトと機械式デフを省略できる。
トランスミッションは1速のみを前後車軸に配置している。ゆえにギアチェンジの手間を一切必要としないのも本車の強みである。
燃料タンク容量は340L。2023年からバイオ燃料を用いており、二酸化炭素排出量を60%削減するとしている。
0-100km加速は4.5秒。最高速度は規定により170km/hに規制される。
2022年末には空力性能向上に低重心化、ドライバーの快適性やタイヤ交換のしやすさまで含めてボディ形状を大幅に変更した改良モデル「RS Q e-tron E2」を投入。2023年以降の最低重量である2,100kgに合わせて軽量化も行った。この「E2」はグループB時代にもマシンに用いられた名称を復活させたものである。ただし規定により出力は以前の288kW（391PS）から263kW（357PS）へダウンしている。2023年7月には、FIAとASOはアウディの戦闘力の均衡が取れていないという主張を認め、出力を286kW（389hp）に設定した。またこの時ライバルのT1+勢は10kg増加させられることとなった。
ディーゼルエンジンよりもさらに低い回転数から最大トルクを発生させる、電動ならではのリニアな特性はラリーレイドでは心強い武器となる反面、T1.Uの最低重量が他のグループT1勢より50〜100kg重く設定されているのが弱点となる。

## 戦歴

### 2022年
ドライバーはX-raidから引き抜いた二人のレジェンド（カルロス・サインツとステファン・ペテランセル）と、DTMやWorld RX（世界ラリークロス選手権）でアウディをタイトルに導いたマティアス・エクストロームの3台体制となる。
サインツがステージ1で2番手タイム、ステージ3では早くもステージ勝利を記録し、ステージ8でエクストローム、ステージ10でペテランセルもステージ勝利を飾るなど、早速ポテンシャルの高さを見せつけた。しかしステージ2の難解なナビゲーションに全員が苦しめられ、優勝争いから早期に脱落した。
またこの年は足回りを中心に多くのメカニカルトラブルに見舞われた。ペテランセルはステージ1Bでリアアクスルを破損し、サポート車両を待つ羽目になって優勝争いから脱落。ステージ2では岩にヒットしサスペンション破損、ステージ4ではジャンプの衝撃でショックアブソーバーと水冷システムが故障するなどした。またステージ4〜6でサインツはステージ中何度もペテランセルからパーツをもらってショックアブソーバーを交換した。後半は持ち直してなんとか3台が完走を果たすが、エクストロームが総合9位、サインツが11位、ペテランセルが59位であった。
事前にモロッコなどで8,700kmもの走行テストをこなしたものの、設計レベルでマシンの熟成が甘く、この年の最低重量2,000kgに対して実際の重量は2,200kg近くになってしまった。サインツは「重さを補うパワーやシステムが無い、レギュレーションが不利だ」と不満を口にするが、女性初のダカール覇者でFIA役員のユタ・クラインシュミットは、マシンは十分速いとした上で「重量オーバーはレギュレーションの問題ではなく、指定された重量に抑えなかったからだ」と一蹴している。また実戦経験の少なさから来るソフトウェア制御の甘さから、規定の最大出力値を超過してペナルティを受けることもしばしあった。ただし最も心配されていた電動パワートレインの信頼性トラブルは無く、プレスリリースや関係者のコメントは非常に前向きなものであった。
同2022年に誕生した、W2RC（世界ラリーレイド選手権）の第2戦アブダビ・デザート・チャレンジでは初優勝を飾る。電動車両によるラリーレイド制覇は史上初である。この年のW2RCはこれ以降参戦していない。同年10月のラリー・デュ・マロック（モロッコラリー）には改良版の「E2」を投入し、サインツとエクストロームにより1−3位フィニッシュしているが、W2RCとは関係のないイベントで特認車両だったため、正式な優勝車とは見做されなかった。
プロモーションは積極的に行っており、carwowのYouTubeチャンネルのドラッグレース企画への登場や、GPアイスレースでのケン・ブロックの体験ドライブなどを行った。

### 2023年
昨年と同じドライバー体制で参戦。この年もプロローグランでエクストローム、ステージ1でサインツが勝利して速さを見せるが、前年同様多くのトラブルに見舞われた。
ステージ3ではサインツが左リアサスペンションを破損し30分をロス。ステージ6ではサインツとペテランセルが近い場所でクラッシュし、ペテランセルはナビが負傷しリタイア。サインツは走行を続けるもステージ7で砂丘を見誤ってジャンプに失敗し、マシンが前転して骨折しリタイア。同じくステージ7ではエクストロームが、岩にヒットして左リアサスペンションを壊して3時間をロス。エクストロームはなんとか生き残って総合14位完走だが、3台が完走できた前年よりも悪い結果となってしまった。
なおこのラリーの途中で運営によるEOTの介入が入り、8kW（11馬力）の出力向上を許されたが、巷には全く知られていなかった各チーム同士の合意事項であったため誤解が生じ、誤解したドライバーやファンから批判を浴びる一幕もあった。
W2RCにはグループT3（軽量プロトタイプ）で参戦しているエクストロームは公の発言で、W2RCにフル参戦をさせずに熟成が進まないチーム方針を暗に批判している。
7月にスペインで行われたバハ・アラゴンには3台体制でテスト代わりに参戦。ダンパーとタイヤに重きを置いた開発を行った。しかしこのイベントではサインツとペテランセルが2回ずつパンクし、タイヤをセーブして走ることを強いられた。さらにペテランセルは電気系、エクストロームはパワーステアリングトラブルでリタイア。サインツだけが3位（特認車両のため非公式）で走りきった。W2RC最終戦のラリー・デュ・マロックにも参戦し、エクストロームとペテランセルで6ステージ中3勝を挙げるが、エクストロームはチェックポイント不通過で1時間のタイムペナルティ、サインツとペテランセルはメカニカルトラブルで大幅にタイムロスし、表彰台を逃した。

### 2024年
アウディがF1参戦に向けて着々と他カテゴリの活動打ち切りを進める中、ダカールも2024年を持って撤退すると、アウディ・スポーツ責任者のロルフ・ミヒルが7月に認めたが、クワントは2025年もプライベーターとして本車を走らせる道を模索していると明言した。
そして迎えた第46回ダカールラリーでは、ステージ2でサインツが首位に浮上。その後も3台がトップ10を安定して走行し、難所エンプティ・クォーターを終えた時点でサインツがトップに立った。後半戦ではプロドライブ勢のセバスチャン・ローブが追いすがるが、サインツはエクストロームとペテランセルの手厚い援護を受けながら安定して走行。ステージ優勝こそなかったもののオーバードライブ・トヨタのギヨーム・ド・メビウスに1時間20分25秒の差をつけて4年ぶり4度目の総合優勝を果たし、アウディにとってはダカールラリーでの初優勝、電動車両としてもダカール史上初となる記念すべきものとなった。これによりサインツは史上初の4メーカーにおける部門総合優勝も達成した。ペテランセルはエンプティ・クォーター前半でメカニカルトラブルにより2時間をロスしたが、ステージ2で優勝を記録しアリ・バタネンの通算記録50勝に到達（総合30位完走）。エクストロームもステージ7でトラブルに見舞われ後退したが、プロローグとステージ8で優勝（総合26位完走）するなど、初年度から見せていた速さは健在だった。
その後正式な発表は無いものの、3月に英国Autosport誌よりアウディはラリーレイドプログラムを終了したことが報じられている。その理由としてパーツやシャシーの消耗・損耗が予想以上に激しかったこと、高度なワンオフ品ゆえに供給の問題があったことなどが挙げられている。なおアウディは2024年W2RCのマニュファクチャラー部門にエントリーしていても実際には参戦していないことから、規定により75万ユーロの罰金を科される可能性が示唆されている。
サインツは5月にフォードへの移籍が発表された。